# Podofomes pyrenaicus
Podofomes pyrenaicus är en svampart som beskrevs av F. Rath 1988. Podofomes pyrenaicus ingår i släktet Podofomes och familjen Polyporaceae.   Inga underarter finns listade i Catalogue of Life.